# Гуменюк, Ирина Борисовна
Ирина Борисовна Гуменюк (род. 6 января 1988 года в Ленинграде, СССР) — российская легкоатлетка, специализирующаяся в тройном прыжке. Серебряный призёр чемпионата Европы 2013 года в помещениях, бронзовый призёр чемпионата Европы 2014 года. Трёхкратная чемпионка России 2013 года (на открытом воздухе и в помещениях),2017года, бронзовый призёр чемпионата России 2014 года в помещении.
Начала заниматься лёгкой атлетикой в детстве. В 2005 году впервые преодолела шестиметровый барьер в прыжке в длину на Европейском юношеском олимпийском фестивале. Со следующего года спортсменка приняла решение сосредоточить свои усилия на тройном прыжке. В 2007 году, с личным рекордом 13,55 выиграла юниорский чемпионат России, и вошла в первую десятку на юниорском чемпионате Европы. В 2008 году прыгнула на 13,65 м. В 2011 году прыгнула на 14,07 м.
В 2013 году выиграла два звания чемпионки России сначала в помещении с результатом — 14,41 м, а затем и на открытом воздухе с результатом — 14,50 м. В этом же году становится серебряным призёром чемпионата Европы в помещениях, уступив только украинке Ольге Саладухе. На чемпионате мира 2013 года в Москве занимает итоговое восьмое место. В 2014 году становится бронзовым призёром чемпионата Европы с результатом — 14,46 м.